# Witbuikzwaluw
De witbuikzwaluw (Tachycineta albiventer) is een zangvogel uit de familie Hirundinidae (zwaluwen).

## Verspreiding en leefgebied
Deze soort komt voor van Colombia tot noordelijk Argentinië en telt twee ondersoorten:
- T. a. magdalenae: noordelijke laaglanden van Colombia.
- T. a. albiventer: Amazonegebied.

## Status
De grootte van de populatie is niet gekwantificeerd maar de soort wordt omschreven als algemeen. Op de Rode lijst van de IUCN heeft deze soort de status niet bedreigd.